# Pascal Michon
Pascal Michon est un philosophe et un historien français né en 1959. Ancien élève de l'École normale supérieure de Saint-Cloud, il est agrégé, docteur en histoire et habilité à diriger des recherches en philosophie.
Il a enseigné en Classes Préparatoires aux Grandes Écoles, dans différentes universités étrangères et au Collège International de Philosophie. Il est le créateur et l'animateur du site internet et de la maison d'édition RHUTHMOS, consacrés l'un et l'autre aux études rythmanalytiques et rythmologiques.
Ses travaux s'organisent autour de quatre axes principaux : 1. L'histoire du sujet et de l'individu en Occident,; 2. Les formes d'individuation et de pouvoir à l'ère du capitalisme mondialisé,,; 3. La généalogie du concept de rythme dans les sciences de l'homme et de la société, en philosophie et en poétique ; 4. La théorie du langage et la théorie littéraire.

## Publications

### Ouvrages
- Rhuthmologie. 2. Le groupement rhuthmique naturaliste, Paris, Rhuthmos, 2025, coll. « Essais », 121 p.
- Rhuthmologie. 1. Une nouvelle perspective pour le XXIe siècle, Paris, Rhuthmos, 2025, coll. « Essais », 248 p.
- Individu et sujet en Occident. Pour une anthropologie historique rhuthmique, Paris, Rhuthmos, 2024, coll. « Essais », 108 p.
- Individu et sujet en Occident. 2. Dumont, Elias, Meyerson, Vernant, Paris, Rhuthmos, 2024, coll. « Anthropologies historiques », 428 p.
- Individu et sujet en Occident. 1. Mauss, Huizinga, Groethuysen, Paris, Rhuthmos, 2024, coll. « Anthropologies historiques », 280 p.
- Problèmes de rythmanalyse, vol. 2, Paris, Rhuthmos, 2022, coll. « Rythmanalyses », 256 p.
- Problèmes de rythmanalyse, vol. 1, Paris, Rhuthmos, 2022, coll. « Rythmanalyses », 270 p.
- Elements of Rhythmology. V. A Rhythmic Constellation – The 1980s, Paris, Rhuthmos, 2021, coll. « Rythmologies », 442 p.
- Elements of Rhythmology. IV. A Rhythmic Constellation – The 1970s, Paris, Rhuthmos, 2021, coll. « Rythmologies », 312 p.
- Elements of Rhythmology. III. The Spread of Metron – From the 1840s to the 1910s, Paris, Rhuthmos, 2019, coll. « Rythmologies », 400 p.
- Elements of Rhythmology. II. From the Renaissance to the 19th Century, Paris, Rhuthmos, 2018, coll. « Rythmologies », 338 p.
- Elements of Rhythmology. I. Antiquity, Paris, Rhuthmos, 2018, coll. « Rythmologies », 372 p.
- Rythmologie baroque. Spinoza, Leibniz, Diderot, Paris, Rhuthmos, 2015, coll. « Rythmologies », 501 p.
- Marcel Mauss retrouvé. Origines de l'anthropologie du rythme, Paris, Rhuthmos, 1re éd. 2010, 2de éd. 2015, coll. « Rythmologies », 130 p.
- Fragments d’inconnu. Pour une histoire du sujet, Paris, Le Cerf, 2010, coll. « Passages » dirigée par J. Benoist, 251 p.
- Les Rythmes du politique. Démocratie et capitalisme mondialisé, Paris, Rhuthmos, 1re éd. 2007, 2de éd. 2015, coll. « Rythmanalyses », 316 p.
- Rythme, pouvoir, mondialisation, Paris, Rhuthmos, 1re éd. 2005, 2de éd. 2016, coll. « Rythmologies », 492 p.
- Poétique d’une anti-anthropologie. L’herméneutique de Gadamer, Paris, Vrin, 2000, coll. « Problèmes et controverses » dirigée par J.-F. Courtine, 256 p.
- Éléments d’une histoire du sujet, Paris, Kimé, 1999, coll. « Philosophie-épistémologie », 208 p.

### Collectifs
- Surveiller et Punir de Michel Foucault. Regards critiques 1975-1979 (en collaboration avec P. Artières, J.-F. Bert, P. Lascoumes, L. Paltrinieri, J. Revel, J.-C. Zancarini) Caen, Presses universitaires de Caen, 2011, 382 p.
- Les Mots et les Choses de Michel Foucault. Regards critiques 1966-1968 (en collaboration avec P. Artières, J.-F. Bert, P. Chevallier, M. Potte-Bonneville, J. Revel, J.-C. Zancarini), Caen, Presses universitaires de Caen, 2009, 381 p.
- Archives de l’infamie, (Collectif Maurice Florence – en collaboration avec P. Artières, J.-F. Bert, M. Potte-Bonneville, J. Revel), Paris, Les Prairies ordinaires, 2009, 156 p.
- Zones urbaines partagées, (en collaboration avec M. Lussaut, T. Sauvadet, E. During, B. LaBelle, Y.-A. Bois), Saint-Denis, Synesthésie, 2008, 94 p.
- Les contradictions du travail à l'ère du global, (en collaboration avec J.-C. Aguerre, B. Ogilvie, P.-M. Menger), Saint-Denis, Synesthésie, 2008, 92 p.
- Foucault dans tous ses éclats, (en collaboration avec A. Brossat, F. Carnevale, Ph. Hauser), Paris, L’Harmattan, 2005, 234 p.
- Henri Meschonnic, la pensée et le poème, (en collaboration avec G. Dessons et S. Martin), Paris, In Press, 2005, 276 p.
- Avec Henri Meschonnic. Les Gestes dans la voix, (dir.) La Rochelle, Rumeur des Âges, 2003, 149 p.

### Traductions
- G. Sergi, L’Idée de Moyen Âge, Paris, Flammarion, coll. Champs, 2000, 112 p., (en collaboration avec C. Paul).
- R. Bodei, La Philosophie au XXe siècle, Paris, Flammarion, coll. Champs, 1999, 264 p., (en collaboration avec C. Paul).